# Ardisia campanensis
Ardisia campanensis là một loài thực vật có hoa trong họ Anh thảo. Loài này được Lundell mô tả khoa học đầu tiên năm 1979.